# Scoglio del Vervece
Scoglio del Vervece este o arie protejată (arie specială de conservare — SAC, sit de importanță comunitară — SCI) din Italia întinsă pe o suprafață de 3,89 ha, din care 98 % marine.

## Localizare
Centrul sitului Scoglio del Vervece este situat la coordonatele 40°37′07″N 14°19′31″E / 40.618657°N 14.325163°E.

## Înființare
Situl Scoglio del Vervece a fost declarat sit de importanță comunitară în mai 1995 pentru a proteja 4 specii de animale. Situl a fost protejat și ca arie specială de conservare în mai 2019.

## Biodiversitate
Situată în ecoregiunea mediteraneană, aria protejată conține 1 habitat natural: Faleze cu vegetație de Limonium spp. endemic de pe coastele mediteraneene.
La baza desemnării sitului se află mai multe specii protejate de  păsări (4): Larus argentatus, pescăruș sur (Larus canus), pescăruș negricios (Larus fuscus), pescăruș râzător (Larus ridibundus).
Pe lângă speciile protejate, pe teritoriul sitului au mai fost identificate 1 specie de reptile.